# Aesculus assamica
Aesculus assamica ist ein Vertreter der Rosskastanien (Aesculus). Sie ist in den Bergwäldern Südostasiens heimisch und bildet bis 32 m hohe Bäume.

## Merkmale
Aesculus assamica ist ein Baum und erreicht Wuchshöhen von bis zu 32 m und einen Brusthöhendurchmesser von 0,6 m. Die Borke ist hellgrau. Die Zweige sind grau, kahl oder jung behaart.
Die Laubblätter bestehen aus 5 bis 9 handförmig angeordneten Fiederblättchen. Der Blattstiel ist 8 bis 30 cm lang und kahl bis behaart. Die Blättchenstiele sind 0,3 bis 1,5 cm lang, kahl bis behaart, jung dunkel drüsig. Die Blättchen sind 12 bis 35, selten 7 bis 42 cm lang und 5 bis 18 cm breit. Ihre Form ist länglich-lanzettlich bis schmal lanzettlich. Die Unterseite ist kahl, leicht behaart oder jung an den Nerven behaart. Die Blattbasis ist gestutzt oder gerundet, der Blattrand ist gekerbt bis gesägt, das Blattende ist zugespitzt bis geschwänzt. Es gibt 17 bis 30 Paar Seitennerven.
Der Blütenstand ist ein zylindrischer Thyrsus von bis 45 cm Länge und 5 bis 14 cm Breite an der Basis. Der Blütenstandsstiel ist 7 bis 13 cm lang. Die Teilblütenstände sind 2 bis 7 cm lang gestielt und tragen 3 bis 11 Blüten. Die Blütenstiele sind 3 bis 7 mm lang. Die Blüten sind duftend. Der Kelch ist 4 bis 8 mm lang und außen grau bis hellgelb-grau behaart. Die fünf Kelchlappen sind gerundet, ungleich gelappt oder bilden zwei Lippen. Die vier Kronblätter sind weiß oder blassgelb, mit purpurnen oder braunen Flecken, manchmal zur Basis hin orangefarben oder mit rötlichem Nagel. Die Kronblätter sind ungleich: Die zwei oberen sind 10 bis 20 mm lang und verkehrt eilänglich; die seitlichen zwei sind 10 bis 15 mm lang, verkehrt eilänglich bis verkehrt-oval. Die 6 bis 7 Staubblätter sind bis 35 mm lang und kahl. Der Stempel ist zottig behaart, der Griffel allerdings kahl bis seidig behaart. Blütezeit ist Februar bis Mai, selten schon im Januar.
Die Kapselfrucht ist gelblich braun, eiförmig bis verkehrteiförmig oder fast kugelig. Ihre Größe beträgt 4,5 bis 5 × 3 bis 7,5 cm. Die Oberfläche ist glatt. Das Perikarp ist trocken 1,5 bis 2 mm dick. Die Frucht enthält gewöhnlich einen Samen. Dieser ist braun, annähernd kugelig und 3 bis 7 cm im Durchmesser. Der Nabel ist weiß und nimmt rund die Hälfte, selten nur ein Drittel des Samen ein. Fruchtreife ist Juni bis November.
Die Chromosomenzahl beträgt 2n = 40.

## Verbreitung und Standorte
Aesculus assamica kommt in Nordthailand, Nordwest-Laos, Nordvietnam, im Südwesten von Yunnan, im Norden Burmas, in Assam, im Norden von Bangladesch, in Bhutan und Sikkim vor. Sie wächst in tropischen Wäldern in Seehöhen von 100 bis 2000 m. Das Standort-Spektrum reicht vom wet forest über den broad-leaved forest bis zu den halbimmergrünen und gemischt immergrün/laubwerfenden Wäldern in den Sandstein-Hügeln und -Bergen, den subtropischen Hügelwäldern, Bergwäldern und offenen Wäldern.

## Synonyme
Bedingt durch das große Verbreitungsgebiet von Aesculus assamica (das sich über verschiedene Klimatische Bereiche erstreckt) gab es durch chinesische und indische Botaniker Ansätze anhand kleinerer Unterschiede im Erscheinungsform von Aesculus assamica die Art in mehrere Arten aufzuspalten. Da die für die Unterscheidung der „Arten“ herangezogenen Unterschiede in der natürlichen Schwankungsbreite des Erscheinungsform der Art liegen, konnte sich diese jedoch nicht durchsetzen – dies gilt für:
- Die korrekt beschriebenen „Arten“: „Aesculus chuniana“, „Aesculus lantsangensis“, „Aesculus megaphylla“, „Aesculus polyneura“ und „Aesculus rupicola“
- Die „Arten“ „Aesculus punduana“, „Aesculus wangii“, „Aesculus tsiangii“, „Aesculus coriaceifolia“, und „Aesculus khassyana“ zu denen keine gültige Beschreibung veröffentlicht wurden.

Diese der „Artnamen“ finden sich in der wissenschaftlichen Literatur.
Wie ein Synonym wird häufig die Bezeichnung Aesculus wangii anstelle Aesculus assamica verwendet – u. a. zur Bezeichnung von Pflanzen, die bedingt durch ihre Herkunft aus (Höhenlagen) des nördlichen Verbreitungsgebietes (China) eine für Nordamerika und Mitteleuropa geeignete höhere Winterhärte aufweisen als solche aus den südlichen Verbreitungsgebieten.